# 江一麟
江一麟（1520年—1580年），字仲文，號新源（新原）、心源，直隸婺源縣（今江西省婺源縣）江灣村人，明朝政治人物。

## 生平
嘉靖二十五年（1546年）丙午科應天府鄉試第六名。嘉靖三十二年（1553年）登癸丑科進士。礼部观政，授浙江安吉知州，升刑部员外郎、郎中，出知直隶广平府，起补荆州府。隆慶二年（1568年）九月升广东按察司副使兼督水陆官军，三年八月以平闽广巨寇曾一本功，升一级，五年正月以賢能卓异入京觐见，加升广东右参政，六年闰二月升本省按察使。
万历元年（1573年）正月升浙江右布政使，二年三月升本省左布政使，九月升都察院右副都御史、巡抚南赣，五年十二月升户部右侍郎、兼佥都御史、总督漕运巡抚凤阳，八年（1580年）二月以河工告成，加升都察院右都御史，同年卒，十二月賜祭葬。

## 家族
曾祖江永仁；祖父江德良；父江輗。母汪氏。兄江一鳳、江一鹏（举人）；弟江一皋、江一誠。